# Commutativiteit
Commutativiteit is een begrip in de wiskunde en heeft betrekking op de symmetrie tussen twee operanden van een binaire operatie.
Als op elementen van een verzameling {\displaystyle V} een binaire operatie {\displaystyle *} is gedefinieerd, dan zegt men dat twee elementen {\displaystyle x} en {\displaystyle y} van {\displaystyle V} commuteren als {\displaystyle x*y=y*x}. De operatie {\displaystyle *} heet zelf commutatief als ieder paar elementen {\displaystyle x,y\in V} commuteert.

## Voorbeelden
- Bij het teruggeven van wisselgeld aan de kassa wordt er gebruik van gemaakt dat optellen commutatief is. Het maakt geen verschil in welke volgorde de munten worden teruggegeven, samen vormen ze het bedrag dat te veel is betaald.

- Optellen en vermenigvuldigen van natuurlijke getallen is commutatief:

{\displaystyle a+b=b+a}, voorbeeld: 5 + 2 = 7 = 2 + 5
{\displaystyle a\times b=b\times a}, voorbeeld: 5 × 6 = 30 = 6 × 5
- optellen en vermenigvuldigen van reële en complexe getallen, optellen van vectoren en het inwendige product

- De centralisator van een element {\displaystyle x} van een groep {\displaystyle G} is de ondergroep van {\displaystyle G} met alle elementen van {\displaystyle G} die met  {\displaystyle x} commutatief zijn. Commutatief en abels zijn in de groepentheorie synoniem.

- De commutatorgroep van een groep is de kleinst mogelijke normaaldeler van die groep waarvoor de factorgroep nog commutatief is.

- Een commutatief diagram in de categorietheorie is een diagram zodat elke twee samenstellingen van morfismen in het diagram die hetzelfde domein en doel hebben, gelijk zijn.

## Tegenvoorbeelden
Voorbeelden van operaties die niet commutatief zijn:
- aftrekken: 5 – 2 = 3 is niet hetzelfde als 2 – 5 = -3
- delen: 6/3 = 2 is niet hetzelfde als 3/6 = ½

- Het kruisproduct van twee vectoren is niet commutatief, maar anticommutatief: {\displaystyle \mathbf {b} \times \mathbf {a} =-(\mathbf {a} \times \mathbf {b} )}.

- machtsverheffen: 23 = 8 niet hetzelfde als 32 = 9
- matrixvermenigvuldiging

## Verschillen
- Een binaire functie {\displaystyle f:A\times A\to B} waarvoor voor  alle elementen {\displaystyle x,y\in A} geldt dat {\displaystyle f(x,y)=f(y,x)} is een symmetrische functie, symmetrisch of commutatief in de twee variabelen {\displaystyle x} en {\displaystyle y}.

## Ringen en lichamen
Commutativiteit is een eigenschap, die in de definitie van ringen en lichamen (Ned) / velden (Be) na associativiteit en distributiviteit volgt. Iedere ring is gedefinieerd voor twee bewerkingen, waarvoor geldt dat zij associatief en distributief zijn en dat de eerste bewerking ook commutatief is. In ieder lichaam/veld zijn beide bewerkingen commutatief.